# Djamel Bouras
Djamel Bouras (* 21. August 1971 in Givors) ist ein ehemaliger französischer Judoka.
Bouras gehörte Mitte der 1990er Jahre zur internationalen Spitze im Halbmittelgewicht. 1996 wurde er bei den Olympischen Sommerspielen in Atlanta Olympiasieger und im gleichen Jahr auch Europameister.
Zuvor hatte er bei den Weltmeisterschaften 1995 in Chiba bereits die Bronzemedaille gewonnen. Zwei Jahre später gewann er die Silbermedaille bei den Weltmeisterschaften 1997 in Paris.
Nachdem bei einer Dopingkontrolle Nandrolon-Metabolite gefunden wurden, wurde Bouras bis zum 19. März 1999 für 15 Monate gesperrt.